# Ibrahim Rugova
Ibrahim Rugova (Cerrcë, Kosovo, 1944 - Pristina, 2006) fou un polític kosovar, president d'aquesta regió independent de facto fins a la seva mort, i líder del major partit polític del territori, la Lliga Democràtica de Kosovo.

## Família i joventut
Va néixer el 21 de desembre de 1944 a la ciutat de Cerrcë, població situada a la província autònoma de Kosovo. En aquells moments Kosovo formava part, juntament amb Albània, de la província controlada per Itàlia fins al 1941, i per l'Alemanya nazi fins al 1943. Posteriorment passà a formar part de Iugoslàvia cap a finals de la Segona Guerra Mundial quan l'exèrcit partisà iugoslau del comandant Tito derrotà els nacionalistes albanesos. El seu pare Ukë Rugova i el seu avi patern Rrustë Rugova van ser executats el gener de 1945 pels comunistes iugoslaus, els quals els acusaren de ser aliats dels alemanys durant la guerra, tot i que el mateix Ibrahim Rugova confirmà que eren partisans.
Rugova acabà l'escola primària a Istok i la secundària a Peć, graduant-se el 1967.
Després d'això es traslladà a la recentment establerta Universitat de Priština, passant a formar part del Departament d'Estudis Albanesos de la Facultat de Filosofia. Es graduà el 1971 i continuà com a estudiant de post-grau, centrant-se en la teoria literària. Durant els seus anys com a estudiant participà en les protestes de Kosovo de 1968 i passà dos anys (1976-1977) a École Pratique des Hautes Études de la Universitat de Paris, on estudià a càrrec de Roland Barthes. Es doctorà el 1984 després de defensar la seva tesi, Les Direccions i Premisses del Criticisme Literari Albanès, 1504-1983.
Rugova treballà activament com a periodista durant la dècada del 1970, editant el diari estudiantil Bota e Re ("Nou Món") i la revista Dituria ("Coneixement"). També treballà a l'Institut d'Estudis Albaneosos a Priština, on esdevingué editor en cap de la seva publicació periòdica Gjurmime albanologjike ("Recerca albanesa"). Durant aquest període s'enrolà al Partit Comunista Iugoslau; com en molts altres estats comunistes, pertànyer al partit era essencial per a qualsevol que volgués avançar en la seva carrera. Rugova aconseguí fer-se un lloc en el món publicant diversos treballs sobre teoria literària, critica i història, així com amb la seva pròpia teoria. La major popularitat li arribà més tard quan començà la seva labor com a líder del Servei d'Intel·ligència Albanesa de Kosovo i quan, el 1988, li fou assignada una butaca a la Unió d'Escriptors Kosovars.

## Activisme polític
Va ingressar en política al convertir-se en un dels fundadors de la Lliga Democràtica de Kosovo, després que el president de Iugoslàvia Slobodan Milošević abolís l'any 1989 l'autonomia d'aquesta regió, integrada dins de Sèrbia però de majoria ètnica albanesa. S'imposà un cruel règim amb innombrables mostres de violació als drets humans i de repressió dels dissidents. S'estima que uns 130.000 albanesos de Kosovo foren acomiadats dels seus llocs de treball i cossos com el de policia van ser purgats pràcticament del tot d'albanesos. Hi va haver nombrosos casos de cops extrajudicials, tortures i assassinats, atraient dures crítiques dels grups de defensa dels drets humans i d'altres països.
El desembre de 1989, Rugova i altres dissidents fundaren la Lliga Democràtica de Kosovo (LDK) com a vehicle d'oposició a les polítiques de Milošević. Rugova n'esdevingué líder després que el primer candidat, Rexhep Qosja, prominent escriptor nacionalista, rebutgés l'oferta del càrrec. El nou partit guanyà gran popularitat i, en pocs mesos, 700.000 persones –virtualment tota la població adulta albano-kosovar– s'hi adherí. L'LDK establí un "govern a l'ombra" per a proveir educació i serveis sanitaris a la població albanesa, la qual quedava exclosa o bé rebutjava l'ús d'aquests serveis proveïts pel govern serbi. Es va fundar una Assemblea de Kosovo clandestina, amb Bujar Bukoshi com a Primer Ministre actuant des de la distància, a Alemanya. Les activitats del govern eren promogudes principalment pels exiliats albano-kosovars, sobretot des d'Alemanya i des dels Estats Units. Tot i això, el govern de Rugova va ser únicament reconegut oficialment pel govern d'Albània.
El 2 de juliol de 1990 va ser declarada la independència de la República de Kosovo, independència no reconeguda per Iugoslàvia ni per la comunitat internacional. Rugova va participar en el govern de la República de Kosovo, essent elegit president el 24 de maig de 1992. Rugova es convertia així en el principal defensor dels interessos de la comunitat albanesa a Kosovo durant el llarg conflicte amb Iugoslàvia primer, i amb Sèrbia després. El 1991 començà la Guerra dels Balcans amb la secessió d'Eslovènia i de Croàcia de la, fins aleshores, República Federal Socialista de Iugoslàvia. Ja a l'estiu de 1992 Iugoslàvia estava totalment absorbida per les guerres a Croàcia i a Bòsnia-Hercegovina, i no tenia prou militars per litigar amb conflictes a altres llocs. Rugova va fer suport a la independència de Kosovo però s'oposà durament a l'ús de la força com a mètode per a aconseguir-la, tement un bany de sang similar al bosnià. En lloc d'això s'inclinà per una política de resistència passiva a l'estil de Gandhi, afirmant en una visita a Londres que 
"l'escorxador no és l'única forma de lluita. No hi ha humiliació massiva a Kosovo. Estem organitzats i operem com un estat. És fàcil sortir als carrers i dirigir-se al suïcidi, però la saviesa rau a escapar de la catàstrofe."
Els governs serbi i iugoslau sotmeteren els activistes i els membres de l'LDK a persecucions i intimidació, al·legant que al rerefons del govern hi havia una organització il·legal. Tot i això no van intentar derrocar l'LDK completament i van permetre a Rugova sortir del país. Pel que sembla, Milošević cregué que Rugova podia ser útil per a prevenir una sublevació de Kosovo. El govern iugoslau hagués trobat aquest fet força difícil de controlar alhora que s'estaven desenvolupant guerres simultànies a Croàcia i a Bòsnia.
Per la seva part, Rugova optà per una actitud severa durant els anys 90, rebutjant qualsevol tipus de negociació amb les autoritats sèrbies que no fos per a aconseguir el reconeixement de Kosovo com a estat independent. Un compromís (o un pas enrere des dels ulls més crítics) va arribar el 1996, quan s'acordaren amb Sèrbia les facilitats educacionals, sota les quals el sistema educatiu paral·lel que restava a l'ombra, no s'integraria amb el sistema serbi.

## El lliscador a la guerra
L'estratègia de Rugova de resistència passiva va atreure suport de la població albanesa estesa per tot Kosovo, qui havia vist les carnisseries de Croàcia i Bòsnia i tenia por d'entrar en una situació similar. No obstant això, l'Acord de Dayton de 1995, el qual va acabar amb la Guerra de Bòsnia, va afeblir seriosament la postura de Rugova. L'acord no va fer cap menció de Kosovo i la comunitat internacional no feu tampoc cap esforç seriós per a resoldre els incipients problemes de la província.
Els més radicals de la població albano-kosovar van començar a argumentar que l'única via per a trencar la passivitat era a través d'un alçament militar, pensant que així forçarien la resta del món a intervenir. Van culpar la política anti-violència de Rugova de la fallida de Kosovo en el seu camí per a aconseguir la independència.
El 1997, l'Exèrcit de Lliberació de Kosovo (KLA) sorgí com una força de lluita i començà amb atacs i assassinats de membres de les forces de seguretat de Sèrbia i d'albanesos acusats de "col·laboradors". La resposta sèrbia, tal com el KLA havia previst, va ser enèrgica i en moltes ocasions indiscriminada. Cap al 1998, el KLA s'havia convertit ja en un exèrcit de guerrilla pròpiament dit, 100.000 albano-kosovars s'havien convertit en refugiats i la província es trobava en un estat virtual de guerra civil. Rugova va ser reelegit president aquell mateix any i el Parlament Europeu li va concedir el Premi Sakharov a la Llibertat de Pensament. Tot i això Rugova es trobava ja eclipsat pel KLA. Això es va posar encara més de manifest el febrer de 1999 quan va manifestar-se a favor del cap polític del KLA Hashim Thaçi, qui fou escollit per la clandestina Assemblea Kosovar per encapçalar les negociacions albano-kosovars en les discussions de l'avortat Acord de Rambouillet.
A finals de març de 1999, després que les negociacions a Rambouillet fallessin, l'OTAN llançà l'Operació de les Forces Aliades per imposar una resolució sobre la Guerra de Kosovo. Rugova passà les primeres setmanes de guerra sota un virtual arrest domiciliari, juntament amb la seva família, a Priština. A principis d'abril de 1999, Rugova fou portat a Belgrad, on va ser mostrat per la televisió pública sèrbia trobant-se amb Milošević i demanant la fi de la guerra. Poques setmanes després els mitjans de comunicació serbis anunciaren que Rugova havia signat un "acord de pau" amb el president serbi, Milan Milutinović. Això danyà considerablement la seva imatge pública, tant a casa com a fora, tot i que més tard anuncià que havia actuat sota coacció.
A Rugova se li va permetre deixar Kosovo per un exili temporal a Itàlia a principis de maig de 1999, poc després de la fi de la guerra. Aquest fet li va suposar més crítiques per la seva lentitud a retornar a Kosovo –no va ser fins al juliol quan va tornar a la província– i es publicà que el govern italià l'havia pressionat a tornar a casa seva. De totes maneres, fou rebut com un heroi al seu retorn a la vida política sota la nova administració kosovar de les Nacions Unides.

## Postguerra
Tot i el dany polític patit per Rugova durant la guerra, aviat es tornà a guanyar l'estima del poble, així com una victòria decisiva contra els seus rivals polítics del KLA. Les guerrilles van ser rebudes com a alliberadors pels albano-kosovars però, posteriorment algunes van ser marginades per formar part del crim organitzat i practicar extorsió i violència contra opositors polítics i altres grups ètnics de Kosovo. Quan es van tornar a fer eleccions, a l'octubre de 2000, l'LDK guanyà amb una victòria per àmplia majoria, amb el 58% dels vots. El seu rival més pròxim, el Partit Democràtic de Kosovo, lligat al KLA de Hashim Thaçi, obtingué només un 27% dels vots. El dilluns 4 de març de 2002 Rugova fou investit president per l'Assemblea de Kosovo, al quart intent després de llargues negociacions polítiques.
Com a nou president de Kosovo –aquest cop ja reconegut com a tal per la comunitat internacional– Rugova continuà la seva campanya per a la independència de Kosovo del domini serbi. No obstant això, ell insistí que s'hi havia d'arribar per mitjans pacífics i amb l'acord de tots els partits. Engegà també una política d'estretes relacions amb els Estats Units, així com amb la Unió Europea. La seva proximitat creixent vers aquestes entitats fou criticada pels més radicals, però buscar de tenir el suport de l'antic KLA. Al novembre de 2004 va citar-se amb Ramush Haradinaj, l'antic cap del KLA, per a proclamar-lo primer ministre. El mes següent, Rugova va ser reescollit president per l'Assemblea de Kosovo. Tot i això, trobà encara una oposició violenta: el 15 de març de 2005 sortí il·lès quan una bomba esclatà en un contenidor d'escombraries quan el seu cotxe hi passava per davant.
Rugova manifestà un gran nombre de trets característics durant el seu temps com a president. Era fàcilment identificable pel mocador de seda lligat al coll que sempre duia i pel costum de donar als seus visitants còpies de la seva col·lecció de rock. Era també un fumador empedreït, i probablement això fou el que li causà la seva fatal condició.
El 30 d'agost de 2005, Rugova deixà Kosovo per anar a l'Hospital Militar de les Forces Aèries dels Estats Units a Landstuhl, Alemanya, per a rebre tractament mèdic després d'haver estat ja tractat a Priština i a Camp Bondsteel, la principal base americana de Kosovo. Després d'una setmana a Landstuhl tornà a Kosovo. El 5 de setembre de 2005 anuncià que patia càncer de pulmó, però digué també que no renunciaria a la presidència. Se li practicà quimioteràpia a la seva residència de Priština on anaven els metges americans, però el tractament fallà. Morí quatre mesos després, el 21 de gener de 2006. Fou enterrat sense ritus religiosos el 26 de gener, en un funeral on assistiren els líders regionals i una multitud estimada de mig milió de persones.

## Llibres de i sobre Ibrahim Rugova
- Prekje lirike, [Tocs lírics], assajos, Rilindja, Priština, 1971;
- Kah teoria, [Vers la teoria], assajos, Rilindja, Priština, 1978;
- Bibliografia e kritikës letrare shqiptare 1944-1974, [Bibliografia de la Crítica Literària Albanesa 1944-1974], Instituti Albanologjik, Priština, 1976 (juntament amb Isak Shema),
- Kritika letrare (nga De Rada te Migjeni), [Crítica literària], antologia amb comentaris, Rilindja, Priština, 1979 (juntament amb Sabri Hamiti);
- Strategjia e kuptimit, [Estratègia del significat], assajos, Rilindja, Priština, 1980;
- Vepra e Bogdanit 1675-1685, [Obra de Bogdani 1675-1685], estudi monogràfic, Rilindja, Priština, 1982;
- Kahe dhe premisa të kritikës letrare shqiptare 1504-1983, [Direccions i Premisses de la Crítica Literària Albanesa 1504-1983], estudi monogràfic, Instituti Albanologjik, Priština, 1986;
- Refuzimi estetik, [Rebuig estètic], assajos, Rilindja, Priština, 1987;
- Pavarësia dhe demokracia, [Independència i Democràcia], entrevistes i altres obres ocasionals, Fjala, Priština, 1991;
- Çështja e Kosovës, [La Qüestió de Kosovo], (juntament amb Marie-Françoise Allain i Xavier Galmiche), Dukagjini, Peć, 1994; traducció de l'original La question du Kosovo - entretiens avec Marie-Francoise Allain et Xavier Galmiche, prefaci d'Ismail Kadare, Paris, 1994;
- Ibrahim Rugova: "La frêle colosse du Kosovo", Desclée de Brouwer, Paris, 1999;
- Kompleti i veprave të Ibrahim Rugovës në tetë vëllime [Obra d'Ibrahim Rugova en vuit volums], Faik Konica, Priština, 2005.
- En el primer aniversari de la mort de Rugova, la Presidència de Kosovo va publicar un llibre titulat President Rugova, amb prefaci del president Fatmir Sejdiu ("El Primer Estadista de Kosovo") i una llarga introducció de Sabri Hamiti ("Memorial a Rugova"). El llibre recull alguns dels millors discursos del president com a líder i estadista.

## Honors
- 1995 Premi de la Pau de la Paul Litzer Foundation, Dinamarca.
- 1996 Doctor Honoris Causa per la Universitat de París VIII: Vincennes – Saint-Denis, França.
- 1998 Premi Sakharov del Parlament Europeu.
- 1999 Premi de la Pau, Ciutat de Münster.
- 1999 Ciutadà Honorari de les Ciutats de Venècia, Milà i Brescia (Itàlia).
- 2000 Premi de la Pau d'Unió Democràtica de Catalunya, Barcelona, Catalunya.
- 2003 Premi de Senador Honorari Europeu.
- 2004 Doctor Honoris Causa per la Universitat de Tirana, Albània.
- 2006 Premi de l'Orde de la Bandera (pòstum), pel president d'Albània Alfred Moisiu.
- 2007 Premi de l'Orde "Heroi de Kosovo" (pòstum), pel president de Kosovo Fatmir Sejdiu.